# レックス・グロスマン
レックス・グロスマン（Rex Daniel Grossman III 1980年8月23日-）はインディアナ州ブルーミントン出身のアメリカンフットボール選手。ポジションはQB。現在フリーエージェント。シカゴ・ベアーズに所属していた2006年シーズンにはチームを第41回スーパーボウルに導いている。

## 経歴

### プロ入りまで
ブルーミントン・サウス・ハイスクール時代はチームを2回州のチャンピオンに導いた。
1999年にフロリダ大学に入団後、2年次より先発QBとなり23勝9敗の成績で3年ともチームをボウルゲームに出場させた。2001年のハイズマン賞の投票では61ポイントという史上最少ポイント差でエリック・クラウチに次ぐ2位、AP通信が選ぶ年間最優秀選手となった。パス獲得9164ヤードは大学歴代3位、サウスイースタン・カンファレンス歴代5位、77タッチダウンパス成功は大学歴代2位、カンファレンス歴代3位。

### シカゴ・ベアーズ
2003年のNFLドラフトの1巡目22位でシカゴ・ベアーズに指名されて入団した。最初のシーズンは最後の3試合に先発出場し、ベアーズの新人QBとしては22年ぶりのデビュー戦での勝利を記録した。
2004年も開幕から先発QBを任されたが第3週に走り込んでタッチダウンをあげた際に負傷し、残りのシーズンを棒に振った。
2005年、プレシーズンゲームでかかとを負傷し長期戦線離脱することとなり、レギュラーシーズンは2試合に出場したのみであったがディビジョナルプレーオフにも先発出場した。
2006年、1978年にNFLのレギュラーシーズンの試合数が16に増えて以来チームとしては4人目、キャリア初の16試合先発出場を果たし、1995年のエリック・クレイマーに次ぐチーム歴代2位となる3193ヤードを獲得、23タッチダウン、20インターセプトの成績を残し、チームを第41回スーパーボウルまで導き、ムーシン・ムハマドへのタッチダウンパスをあげるなど、一時リードしたものの、ケルビン・ヘイデンにインターセプトされるなど、インディアナポリス・コルツに敗れた。
2007年も開幕から先発出場したが、第4週から一時控えQBとされ8試合出場に留まった。2008年はカイル・オートンの控えQBとなり、4試合の出場（先発出場は1試合）に留まった。

### ヒューストン・テキサンズ
2008年シーズン終了と共にフリーエージェントとなったが、なかなか去就が決まらず、2009年6月、ヒューストン・テキサンズと契約しマット・ショーブ、ダン・オーロフスキー、アレックス・ブリンクと先発QBの座を争った。この年テキサンズでは1試合、マット・ショーブをリリーフした。

### ワシントン・レッドスキンズ
その後フリーエージェントとなり、2010年3月、テキサンズ時代にも指導を受けたカイル・シャナハンがオフェンスコーディネーターを務めるワシントン・レッドスキンズと契約した。
この年、ドノバン・マクナブの控えを務め、第15週のダラス・カウボーイズ戦から先発QBに昇格し、最後の3試合では先発QBに昇格した。10月31日のデトロイト・ライオンズ戦では6点差の第4Q残り2分でマクナブと交代したが、カイル・バンデンボッシュにサックされてファンブル、リカバータッチダウンを決められて試合に敗れた。
2011年8月2日、チームと1年契約を結び。ジョン・ベックと先発QBを争うこととなった。開幕戦から先発QBを務めた彼はニューヨーク・ジャイアンツとの開幕戦でパス34回中21回成功、305ヤード、2タッチダウンの活躍を見せた。開幕から連勝、最初の4試合で3勝1敗とチームを前評判以上の成績に導いたが、第6週のフィラデルフィア・イーグルス戦で4インターセプトを喫し、第7週からジョン・ベックに先発の座を渡すこととなった。その後第11週のダラス・カウボーイズ戦より先発に復帰、第4Q終盤同点TDを決めたがオーバータイムの末敗れ、連敗を止めることができなかった。この年13試合に出場し、3,151ヤードを獲得、16TD、リーグで3番目に多い20INTを許した。2012年3月、レッドスキンズと契約を1年延長した。2013年4月3日にもレッドスキンズと1年契約を結んだ。この年彼は、ロバート・グリフィン3世、カーク・カズンズに続く第3QBとしてロースターに残った。

### クリーブランド・ブラウンズ
2014年8月12日にクリーブランド・ブラウンズと契約を結んだが、8月31日に解雇された。その後、ブラウンズは、ジョニー・マンジール、ブライアン・ホイヤーが負傷したブラウンズと12月22日にベテラン最低保証額となる1週間53,529ドルのオファーを受けたが家族とともにパームビーチでクリスマス休暇を過ごすことを選んだ。

### アトランタ・ファルコンズ
2015年8月26日、アトランタ・ファルコンズと1年契約を結んだ。プレシーズンゲーム第4週に出場し、パス9回中4回成功41ヤードに終わり、9月4日に解雇された。

## 年度別成績

### レギュラーシーズン
| 年度   | チーム | 試合 | 試合 | 試合              | パス      | パス      | パス      | パス        | パス             | パス | パス | パス          | ラン      | ラン        | ラン             | ラン | ファンブル | ファンブル |
| 年度   | チーム | 出場 | 先発 | 先発出場 試合勝敗 | 成功 回数 | 試投 回数 | 成功 確率 | 獲得 ヤード | 平均 獲得 ヤード | TD   | Int  | レイテ ィング | 試行 回数 | 獲得 ヤード | 平均 獲得 ヤード | TD   | ファンブル | ロスト     |
| ------ | ------ | ---- | ---- | ----------------- | --------- | --------- | --------- | ----------- | ---------------- | ---- | ---- | ------------- | --------- | ----------- | ---------------- | ---- | ---------- | ---------- |
| 2003   | CHI    | 3    | 3    | 2-1-0             | 38        | 72        | 52.8      | 437         | 6.1              | 2    | 1    | 74.8          | 3         | −1          | −0.3             | 0    | 3          | 0          |
| 2004   | CHI    | 3    | 3    | 1-2-0             | 47        | 84        | 56.0      | 607         | 7.2              | 1    | 3    | 67.9          | 11        | 48          | 4.4              | 1    | 2          | 2          |
| 2005   | CHI    | 2    | 1    | 1-0-0             | 20        | 39        | 51.3      | 259         | 6.6              | 1    | 2    | 59.7          | 0         | 0           | 0.0              | 0    | 0          | 0          |
| 2006   | CHI    | 16   | 16   | 13-3-0            | 262       | 480       | 54.6      | 3,193       | 6.6              | 23   | 20   | 73.9          | 24        | 2           | 0.1              | 0    | 8          | 5          |
| 2007   | CHI    | 8    | 7    | 2-5-0             | 122       | 225       | 54.2      | 1,411       | 6.3              | 4    | 7    | 66.4          | 14        | 27          | 1.9              | 0    | 6          | 3          |
| 2008   | CHI    | 4    | 1    | 0-1-0             | 32        | 62        | 51.6      | 257         | 4.1              | 2    | 2    | 59.7          | 3         | 4           | 1.3              | 2    | 0          | 0          |
| 2009   | HOU    | 1    | 0    |                   | 3         | 9         | 33.3      | 33          | 3.7              | 0    | 1    | 5.6           | 3         | 9           | 3.0              | 0    | 1          | 0          |
| 2010   | WAS    | 4    | 3    | 1-2-0             | 74        | 133       | 55.6      | 884         | 6.6              | 7    | 4    | 81.2          | 3         | 6           | 2.0              | 0    | 4          | 4          |
| 2011   | WAS    | 13   | 13   | 5-8-0             | 265       | 458       | 57.9      | 3,151       | 6.9              | 16   | 20   | 72.4          | 20        | 11          | 0.6              | 1    | 8          | 6          |
| Career | Career | 54   | 47   | 25-22-0           | 863       | 1,562     | 55.2      | 10,654      | 6.5              | 56   | 60   | 71.4          | 81        | 106         | 1.3              | 4    | 32         | 25         |

### ポストシーズン
| 年度  | チーム | 試合 | パス      | パス      | パス      | パス        | パス             | パス | パス | パス          |
| 年度  | チーム | 試合 | 成功 回数 | 試投 回数 | 成功 確率 | 獲得 ヤード | 平均 獲得 ヤード | TD   | Int  | レイテ ィング |
| ----- | ------ | ---- | --------- | --------- | --------- | ----------- | ---------------- | ---- | ---- | ------------- |
| 2005  | CHI    | 1    | 17        | 41        | 41.5      | 192         | 4.7              | 1    | 1    | 54.1          |
| 2006  | CHI    | 3    | 52        | 92        | 56.5      | 591         | 6.4              | 3    | 3    | 73.2          |
| Total | Total  | 4    | 69        | 133       | 51.9      | 783         | 5.9              | 4    | 4    | 67.3          |

## 人物
- グロスマンは好不調の波が激しいことがこれまで指摘されており、2006年シーズンはマーク・バルジャー（英語版）に次いで先発した7試合でQBレーティングが100を越えた試合があった[3]。
- ベアーズ史上プレーオフでのパス獲得783ヤードはジム・マクマーン（英語版）に次ぐ歴代2位。
- 祖父のレックス・グロスマン・シニア（英語版）、叔父のテリー・コール（英語版）は共にボルチモア・コルツでプレーした[1]。